# Rundkopf-Geigenrochen
Der Rundkopf-Geigenrochen (Rhina ancylostoma), auch Bogenmaul-Geigenrochen oder Gitarrenfisch genannt, lebt im Roten Meer, im Indischen Ozean und im westlichen tropischen und subtropischen Pazifik von Südafrika bis Australien und Südjapan auf riffnahen Sand- und Schlammflächen in Tiefen von 3 bis 90 Metern. Die Art steht allein in der monotypischen Gattung Rhina und der Unterfamilie Rhininae.

## Merkmale
Nach dem äußeren Erscheinungsbild sehen die Rundkopf-Geigenrochen wie eine Übergangsform zwischen Haien und Rochen aus. Die Fische haben einen langgestreckten haiartigen Körper, zwei große Rückenflossen, die erste steht vor oder direkt über den Bauchflossen, und eine große, deutlich gegabelte Schwanzflosse. Die Brustflossen sind rochenartig verbreitert. Namensgebend ist der breite, abgerundete Kopf bzw. das bogenförmige Maul. Neben den Augen und im Nacken befinden sich drei für die Art charakteristische dornige Kämme. Rundkopf-Geigenrochen werden 2,40 bis 2,70 Meter lang und 135 bis 140 Kilogramm schwer. Ihre Farbe ist grau oder braun bis oliv, auf dem Rücken haben sie zahlreiche weiße Flecken. Die Unterseite ist hell.

## Lebensweise
Rundkopf-Geigenrochen leben in größeren Gruppen. Die Tiere ernähren sich von Krebstieren wie Krabben und Garnelen sowie von Weichtieren und anderen bodenlebenden Wirbellosen.
Sie sind ovovivipar und bringen etwa vier, bei der Geburt schon 45 Zentimeter lange Junge zur Welt.